# Фроте-ле-Люр
Фроте́-ле-Люр (фр. Frotey-lès-Lure) — коммуна во Франции, находится в регионе Франш-Конте. Департамент — Верхняя Сона. Входит в состав кантона Люр-Сюд. Округ коммуны — Люр.
Код INSEE коммуны — 70260.

## География
Коммуна расположена приблизительно в 340 км к юго-востоку от Парижа, в 65 км северо-восточнее Безансона, в 31 км к востоку от Везуля.
По территории коммуны протекает река Раэн.

## Население
Население коммуны на 2010 год составляло 634 человека.
| 1962 | 1968 | 1975 | 1982 | 1990 | 1999 | 2010 |
| ---- | ---- | ---- | ---- | ---- | ---- | ---- |
| 361  | 413  | 433  | 464  | 504  | 501  | 634  |

## Экономика
В 2010 году среди 416 человек трудоспособного возраста (15—64 лет) 317 были экономически активными, 99 — неактивными (показатель активности — 76,2 %, в 1999 году было 66,9 %). Из 317 активных жителей работали 289 человек (152 мужчины и 137 женщин), безработных было 28 (11 мужчин и 17 женщин). Среди 99 неактивных 25 человек были учениками или студентами, 43 — пенсионерами, 31 были неактивными по другим причинам.

## Фотогалерея

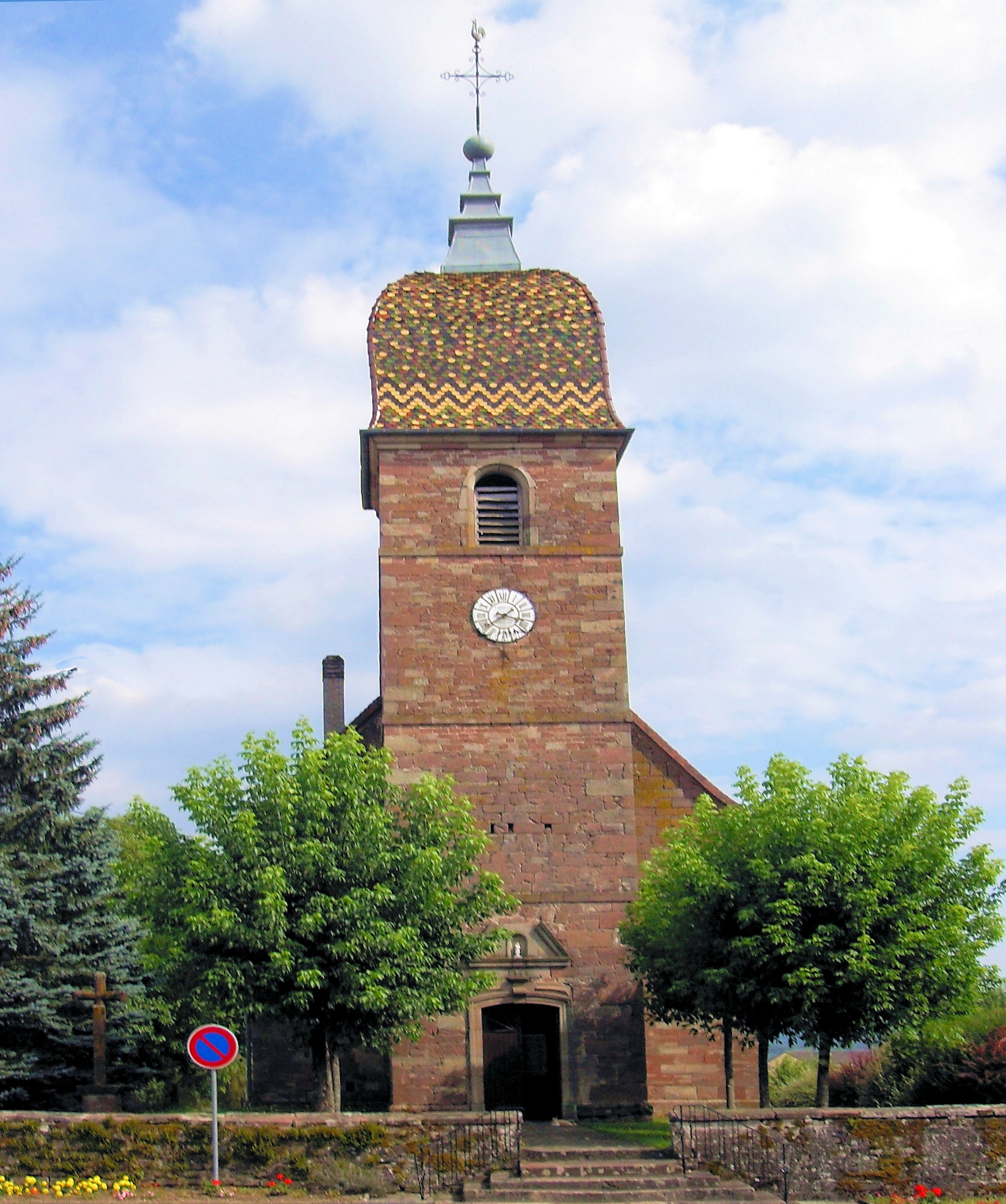
Церковь Св. Лаврентия
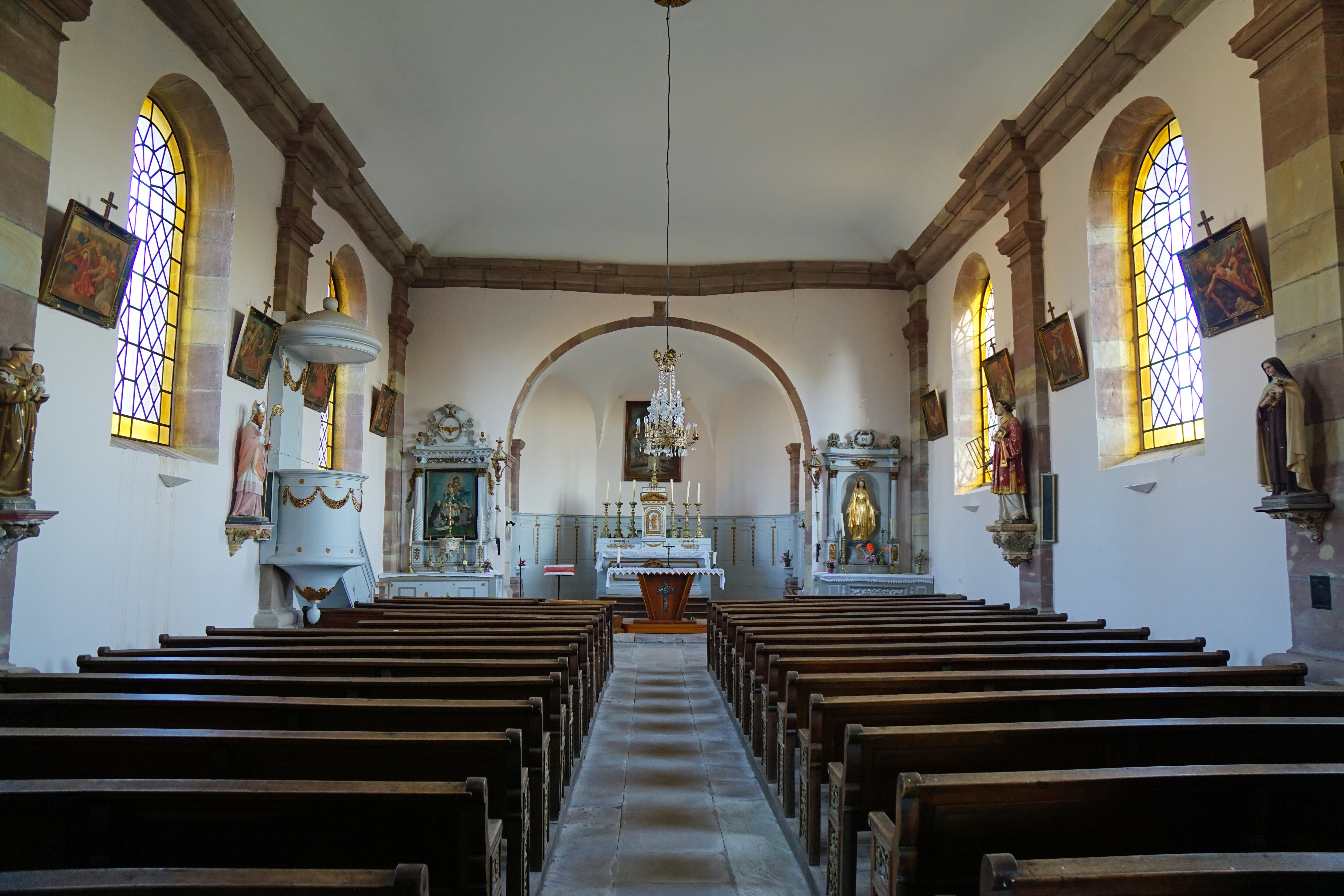
Интерьер церкви Св. Лаврентия
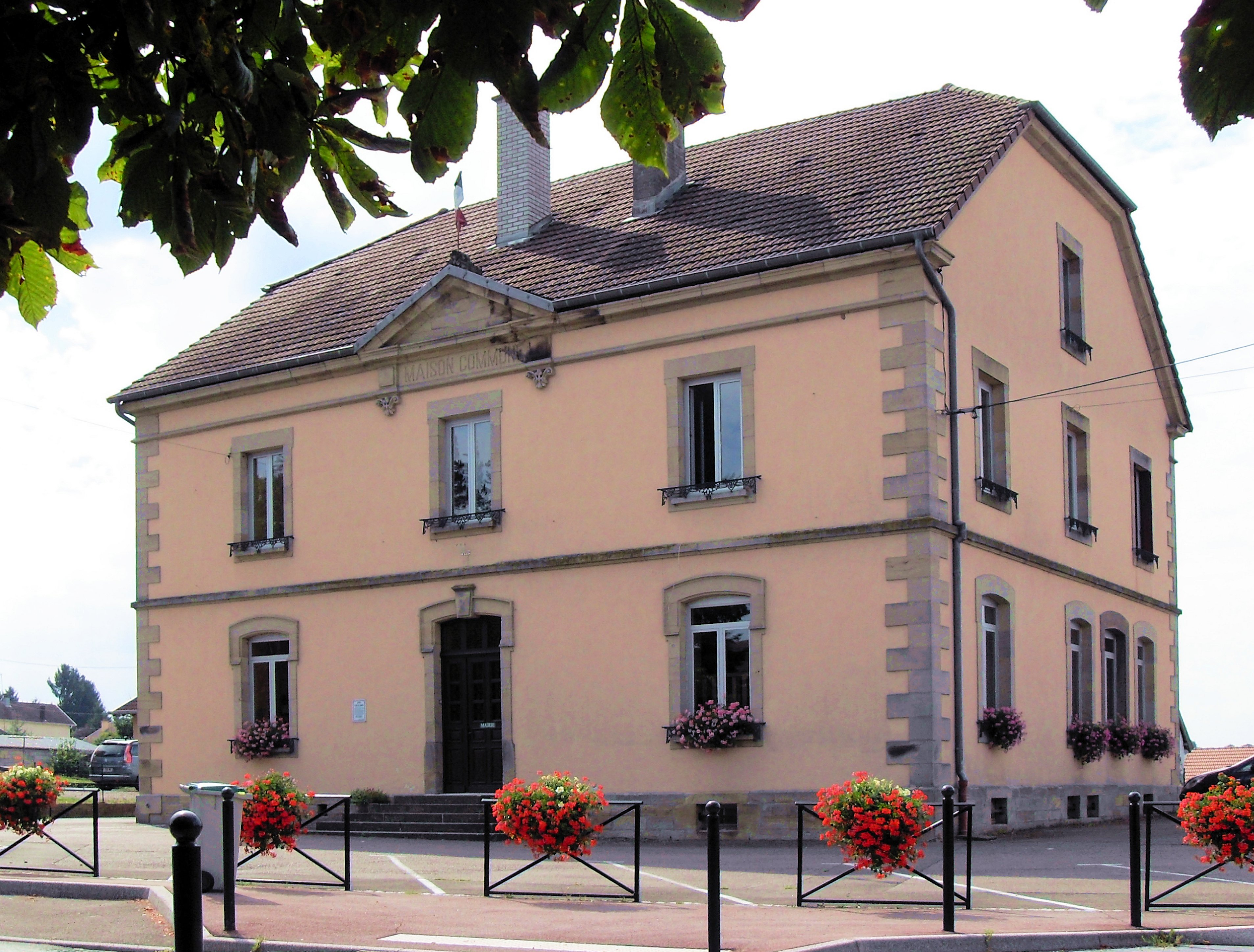
Мэрия
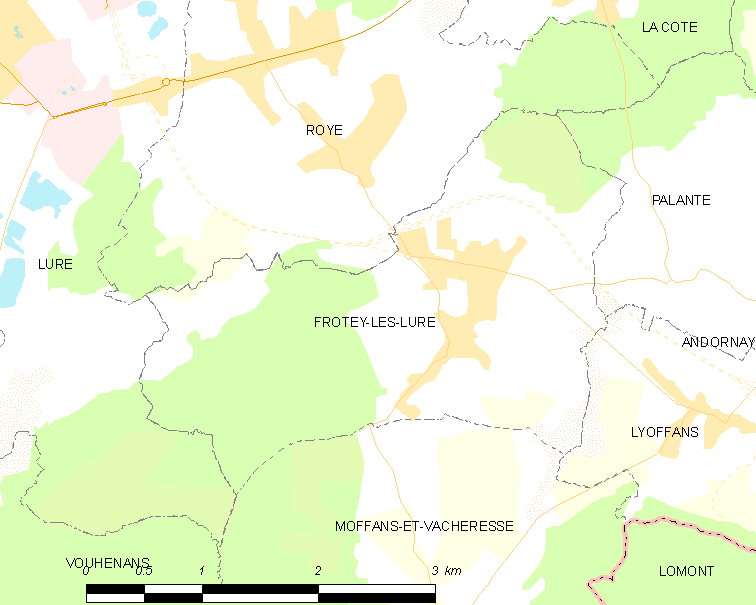
Карта коммуны